# سامرات حسین امیلی
سامرات حسین امیلی (انگلیسی: Samrat Hossain Emily) بازیکن فوتبال اهل بنگلادش بود.
وی همچنین در تیم‌های ملی فوتبال زیر ۲۰ سال بنگلادش و بنگلادش بازی کرده است.
وی در مسابقات کشوری و بین‌المللی در مجموع برندهٔ ۲ مدال نقره شده است.